# Aleksa Terzić
Aleksa Terzić (serbisch-kyrillisch Алекса Терзић; * 17. August 1999 in Belgrad) ist ein serbischer Fußballspieler.

## Karriere

### Verein
Terzić begann seine Karriere beim FK Roter Stern Belgrad. Zur Saison 2018/19 rückte er in den Profikader des Hauptstadtklubs. Sein Debüt in der SuperLiga gab er dann prompt im Juli 2018 am ersten Spieltag. Bis zur Winterpause kam er aber nur noch ein weiteres Mal zum Einsatz, sodass er dann im Februar 2019 an den Drittligisten FK Grafičar Belgrad verliehen wurde.
Zur Saison 2019/20 kehrte er nicht mehr zu Roter Stern zurück, sondern wechselte nach Italien zur AC Florenz. In Florenz spielte er in seiner ersten Saison aber keine Rolle und kam nur zweimal in der Serie A zum Einsatz. Zur Saison 2020/21 wurde er daraufhin an den Zweitligisten FC Empoli verliehen. Für Empoli absolvierte er 21 Partien in der Serie B, mit dem Team stieg er zu Saisonende in die Serie A auf. Zur Saison 2021/22 kehrte der Abwehrspieler dann wieder zur Fiorentina zurück. In der Spielzeit 2021/22 kam er dann zu 14 Einsätzen im italienischen Oberhaus. In der Saison 2022/23 absolvierte er 22 Partien in der Serie A und erreichte zudem mit Florenz das Finale der UEFA Europa Conference League.
Im Juli 2023 wechselte Terzić zum österreichischen Bundesligisten FC Red Bull Salzburg, bei dem er einen bis Juni 2028 laufenden Vertrag erhielt.

### Nationalmannschaft
Terzić spielte im Oktober 2015 erstmals für die serbische U-17-Auswahl. Mit jener nahm er 2016 an der EM teil. Während des Turniers kam er in allen drei Partien zum Einsatz, mit Serbien schied er aber in der Vorrunde aus. Im Oktober 2018 spielte er auch erstmals für die U-21-Mannschaft. Auch mit jener nahm er 2019 an der EM teil, für die Serben spielte er ein Mal, sein Land schied aber punktelos in der Vorrunde aus.
Im Juni 2021 gab Terzić in einem Testspiel gegen Jamaika sein Debüt im A-Nationalteam.